# Billion Dollar Babies
| 전문가 평가                   | 전문가 평가 |
| 평가 점수                     | 평가 점수   |
| 출처                          | 점수        |
| ----------------------------- | ----------- |
| AllMusic                      | [ 1 ]       |
| Christgau's Record Guide      | B           |
| Creem                         | B+          |
| The Rolling Stone Album Guide | [ 4 ]       |

《Billion Dollar Babies》는 1973년 2월 25일에 발매된 미국의 록 밴드 앨리스 쿠퍼의 여섯 번째 스튜디오 음반이다. 이 음반은 발매 당시 앨리스 쿠퍼 음반 판매량 중 최고가 되었고, 미국과 영국에서 음반 차트 1위를 차지했으며, 미국 음반 산업 협회의 플래티넘 인증을 받았다. 이 음반은 로버트 크리스트가우, 올뮤직의 그레그 프라토, 《팝매터스》의 제이슨 톰슨 등 평론가들로부터 회고적으로 찬사를 받았지만 《롤링 스톤 앨범 가이드》 (2004년)는 이 음반에 별 2개 반밖에 주지 않았다.
곡들은 코네티컷주와 잉글랜드 런던에서 녹음되었다. 가사는 네크로필리아, 치과 공포, 공포, 성희롱과 같은 주제와 주제를 다룬다.

## 녹음 및 제작
드러머 닐 스미스는 이 음반이 음반 《Love It to Death》 (1971년)의 곡 〈Caught in a Dream〉으로 거슬러 올라갈 수 있다고 말했다. 이 음반의 첫 녹음 세션은 코네티컷주 그리니치에서 열렸으며, 갈레시 에스테이트라는 맨션에서 열렸다. 특정한 목소리 소리와 메아리를 달성하기 위해, 다양한 크기의 방과 온실을 통해 마이크로폰을 작동시켰다. 다른 세션들은 런던의 모건 스튜디오에서 열렸고, 그곳에서 가수 도노반은 타이틀 곡에서 노래를 부르며 음반에 기여했다. 이 음반은 뉴욕, 코네티컷, 런던에서 보조로 게리 리옹과 함께 밥 에즈린이 프로듀싱을 하였다. 그리니치에서 열렸으며, 갈레시 에스테이트라는 맨션에서 열렸다. 특정한 목소리 소리와 메아리를 달성하기 위해, 다양한 크기의 방과 온실을 통해 마이크로폰을 작동시켰다. 다른 세션들은 런던의 모건 스튜디오에서 열렸고, 그곳에서 가수 도노반은 타이틀곡에서 노래를 부르며 음반에 기여했다. 이 음반은 뉴욕, 코네티컷, 런던에서 보조로 게리 리옹과 함께 밥 에즈린이 프로듀싱을 하였다.
기타리스트 글렌 벅스턴과 마이클 브루스는 모두 깁슨 SG를 음반에 사용했다. 기타리스트 3명 (오랜 밴드 친구 믹 매슈비르와 뉴욕에 기반을 둔 세션 음악가 딕 와그너와 스티브 헌터 포함)이 추가로 남아 세션 내내 알코올 의존증과 관련된 췌장염을 앓았던 벅스턴을 대신했다.
이 음반의 4채널 입체 음향의 믹스는 바이닐뿐만 아니라 8트랙과 오픈 릴식의 포맷으로 발매되었다. 이 곡은 다른 보컬 트랙 (〈Raped and Freezin'〉), 끝없는 결말 (〈Generation Landslide〉) 및 편집 (〈I Love the Dead)〉을 포함한 모든 곡의 다양한 혼합을 특징으로 한다. 앨리스의 리드 보컬은 스테레오 믹스보다 쿼드 믹스에서 더 솔직하다. 이 음반의 혼합물은 DVD 오디오 발매에서 찾을 수 있다는 논의가 있었지만 그렇지 않았다. DVD 오디오 발매에는 쿼드 믹스가 아닌 원래 2채널 트랙을 기반으로 한 5.1채널의 새로운 혼합 음반이 포함되어 있다.

## 투어
음반이 발매된 후, 밴드는 롤링 스톤스가 이전에 개최했던 미국 박스 오피스 기록을 깨고 90일 동안 59개 도시에서 64개의 예정된 콘서트를 포함하는 투어를 시작했다. 투어의 총수입은 2천만 달러에 육박할 것으로 예상되었지만, 겨우 4백만 달러만이 달성되었다.
쿠퍼는 쇼의 효과를 디자인하기 위해 마술사 제임스 랜디를 고용했고, 랜디는 효과를 감독하고 조정하기 위해 투어와 함께 여행했다. 랜디는 심지어 무대 쇼에서 "실행자" 역할을 하기도 했다.
라이브 공연에서는 쿠퍼가 가랑이에 가짜 핏자국이 있는 의상을 입고 아기 인형을 찢고 마네킹을 공격하고 단두대에 목이 잘리는 모습이 그려졌다. 쿠퍼는 인형들의 변형이 아동 방치를 상징한다고 말했다. 40명에서 50명 사이의 사람들이 고용되었고 26,000 파운드의 장비가 사용되었다. 세미트레일러 트럭 2대는 투어를 준비하기 위해 치과용 드릴, 채찍 4개, 수술대, 해치 6개, 프로그램북 3만3000권, 아기 인형 300개, 스파클러 2만2000개, 마네킹 58개, 예비 전구 280개, 패치 1,000개, 미러 부품 6000개, 버블 머신 14개, 버블 주스 28갤런, 버블 욕조 25만 개 등 다양한 소품을 실었다.

## 곡 목록
| #  | 제목                      | 작사·작곡                                             | 재생 시간 |
| -- | ------------------------- | ----------------------------------------------------- | --------- |
| 1. | 〈Hello Hooray〉          | 롤프 켐프                                             | 4:15      |
| 2. | 〈Raped and Freezin'〉    | 앨리스 쿠퍼, 마이클 브루스                            | 3:19      |
| 3. | 〈Elected〉               | 쿠퍼, 글렌 벅스턴, 브루스, 데니스 더너웨이, 닐 스미스 | 4:05      |
| 4. | 〈Billion Dollar Babies〉 | 쿠퍼, 브루스, 레지 빈슨                               | 3:43      |
| 5. | 〈Unfinished Sweet〉      | 쿠퍼, 브루스, 스미스                                  | 6:18      |

| #   | 제목                     | 작사·작곡                              | 재생 시간 |
| --- | ------------------------ | -------------------------------------- | --------- |
| 6.  | 〈No More Mr. Nice Guy〉 | 쿠퍼, 브루스                           | 3:06      |
| 7.  | 〈Generation Landslide〉 | 쿠퍼, 벅스턴, 브루스, 더너웨이, 스미스 | 4:31      |
| 8.  | 〈Sick Things〉          | 쿠퍼, 브루스, 밥 에즈린                | 4:18      |
| 9.  | 〈Mary Ann〉             | 쿠퍼, 브루스                           | 2:21      |
| 10. | 〈I Love the Dead〉      | 쿠퍼, 에즈린                           | 5:09      |

## 인증
| 국가                       | 인증     | 판매량/출하량 |
| -------------------------- | -------- | ------------- |
| 오스트레일리아 (ARIA)      | 골드     | 35,000^       |
| 캐나다 (뮤직 캐나다)       | 골드     | 50,000^       |
| 미국 (RIAA)                | 플래티넘 | 1,000,000^    |
| ^출하량을 기반으로 한 인증 |          |               |